# Васюта Сергій Трохимович
Сергій Трохимович Васюта (* 1922 — † 8 вересня 1943) — Герой Радянського Союзу (1944, посмертно), командир розвідувального танку Т-70 окремої розвідувальної роти 9-й гвардійської механізованої бригади 3-го гвардійського механізованого корпусу 47-ї армії Воронезького фронту.

## Біографія
Народився в 1922 р. у с. Гордіївка (Липовецький район). Українець. Член КПРС. Закінчив гірничопромислову школу в м. Шахти, працював машиністом електровоза.
У Радянській Армії з вересня 1940 р. Учасник німецько-радянської війни з червня 1941 року.
Загинув у бою 8 вересня 1943 р.

## Нагороди, пам'ять
За зразкове виконання бойових завдань командування на фронті боротьби з німецько-фашистськими загарбниками і виявлені при цьому відвагу і геройство Указом Президії Верховної Ради СРСР від 3 червня 1944 року командирові танка окремої гвардійської розвідроти 9-ї гвардійської механізованої бригади гвардії молодшому сержантові Васюті Сергію Трохимовичу посмертно присвоєно звання Героя Радянського Союзу.
Ім'ям Героя в с. Гордіївці названі центральна вулиця, установлені меморіальна плита й обеліск.